# 第49回ブルーリボン賞 (鉄道)

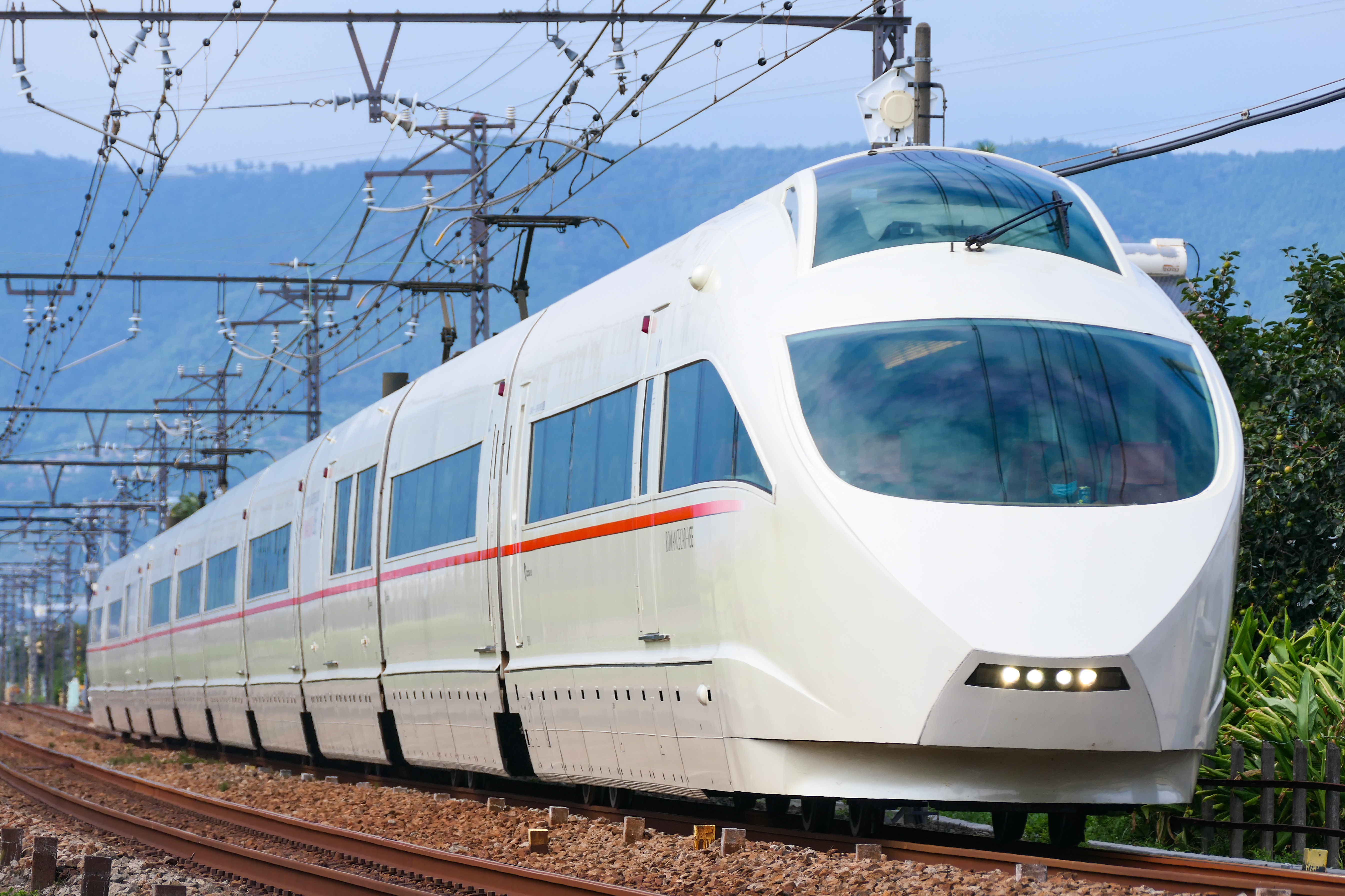
第49回ブルーリボン賞
小田急50000形

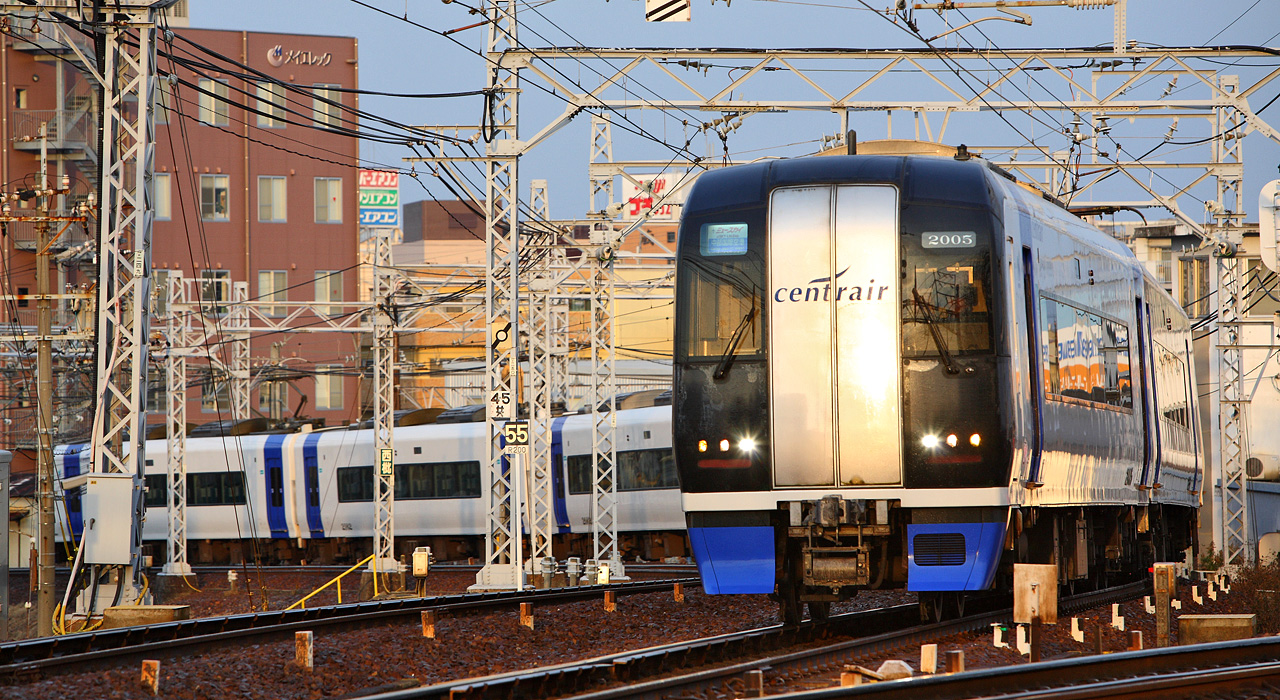
第46回ローレル賞
名鉄2000系

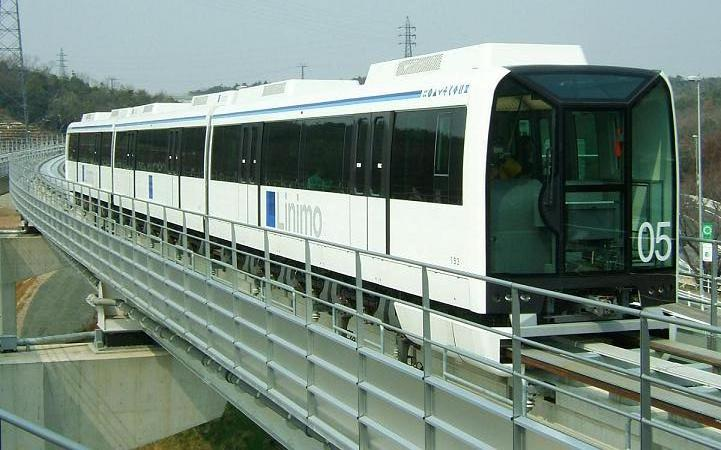
第46回ローレル賞
愛知高速交通100形

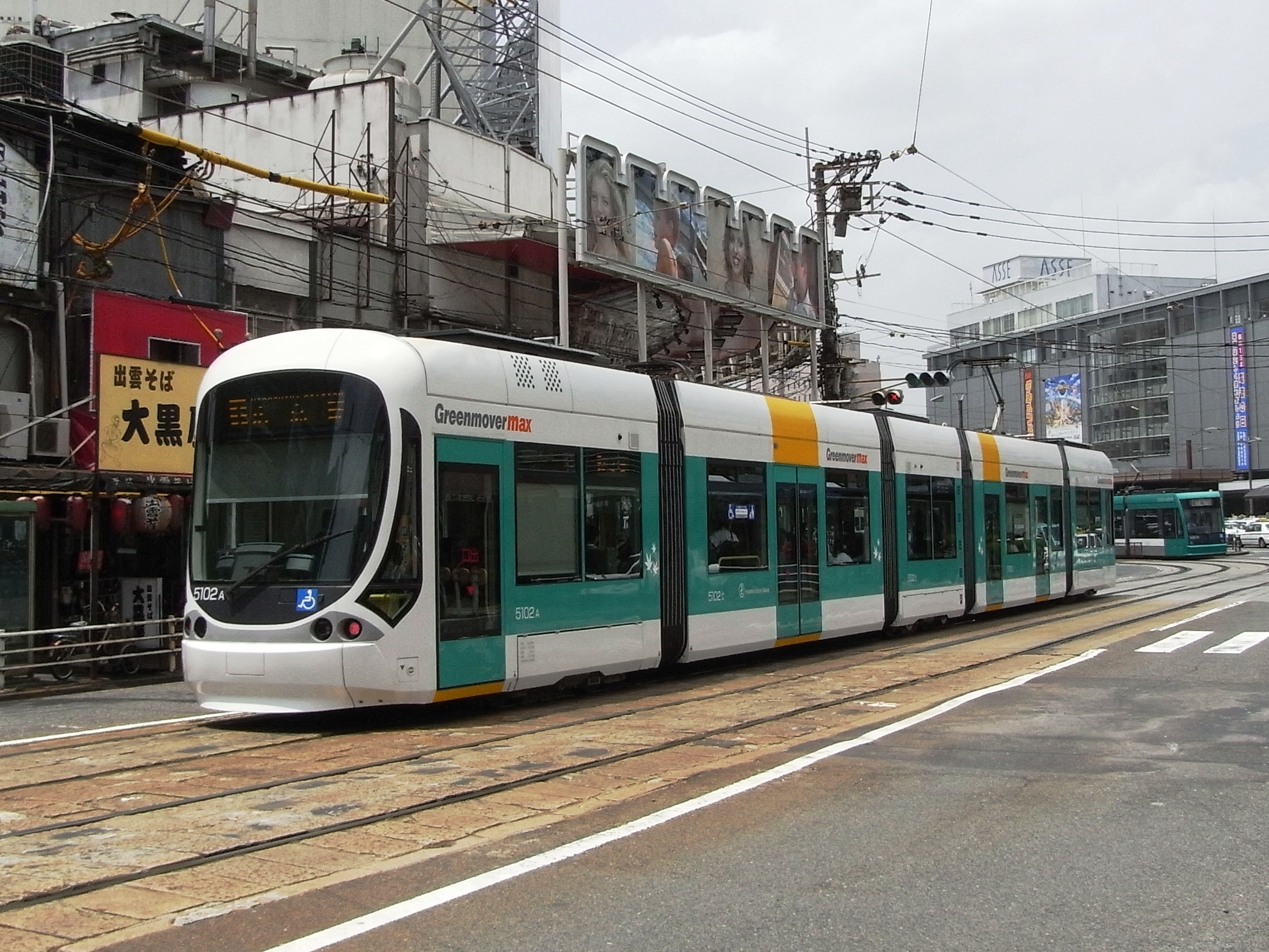
第46回ローレル賞
広島電鉄5100形

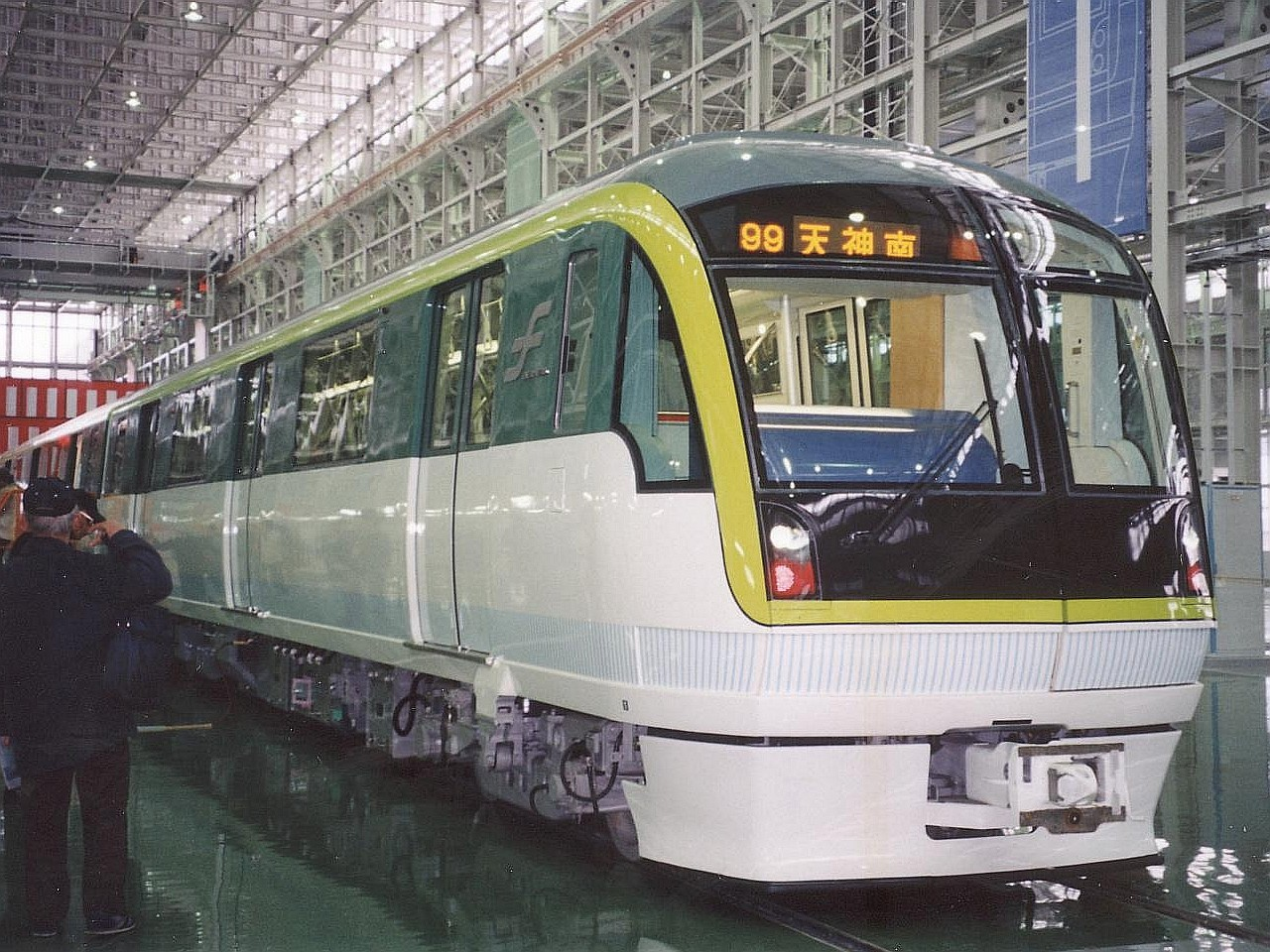
第46回ローレル賞
福岡市交通局3000系

第49回ブルーリボン賞（だい49かいぶるーりぼんしょう）は、2006年に鉄道友の会が選定したブルーリボン賞である。本項では、第46回ローレル賞（だい46かいろーれるしょう）についても併せて記す。

## 概要
日本国内で使用する鉄道・軌道車両のうち、2005年1月1日から12月31日までの間に日本国内で営業運転に就いた新形式車両またはそれとみなせる車両で、候補車両決定の時点で現に営業をしていることを概ねの要件とする選定候補車両14車種のなかから、ブルーリボン賞1形式、ローレル賞4形式が選定された。

## 選定車両

### ブルーリボン賞
- 小田急電鉄 50000形電車（VSE）[1]
  - 有効投票数3420票のうち最高得票の1005票により選定[1]。

### ローレル賞
- 名古屋鉄道 2000系電車[1]
  - 車体傾斜システムを活用した速達性、正面を中心とした斬新な外観デザイン、的確な運用による空港特急としての高い利便性を評価し選定[1]。
- 愛知高速交通 100形電車[1]
  - 初の常電導吸引型磁気浮上式鉄道の実現、高加速で急勾配に強く地形を選ばない性能の高さ、環境に優しい低騒音・低振動を評価し選定[1]。
- 広島電鉄 5100形電車[1]
  - 国産初の独立車輪式100%低床車両、日本の実情にあった適切な車内サービスの提供、欧州の超低床車に太刀打ちできる完成度の高さを評価し選定[1]。
- 福岡市交通局 3000系電車[1]
  - 地下鉄に対するイメージを覆すトータルデザインを評価し選定[1]。

## 候補車両
鉄道友の会ブルーリボン賞・ローレル賞選考委員会が、候補車両とした14車種。
| 会社名           | 車両形式                                     |
| ---------------- | -------------------------------------------- |
| 三陸鉄道         | 36-600形気動車                               |
| 首都圏新都市鉄道 | TX-1000系電車 TX-2000系電車                  |
| 東日本旅客鉄道   | E531系電車                                   |
| 東京都交通局     | 10-300形電車                                 |
| 東京急行電鉄     | サハ5500形 サハ5800形                        |
| 小田急電鉄       | 50000形電車                                  |
| 名古屋鉄道       | 2000系電車                                   |
| 名古屋鉄道       | 2200系電車                                   |
| 愛知高速交通     | 100形電車                                    |
| 西日本旅客鉄道   | 321系電車                                    |
| 西日本旅客鉄道   | キハ47形気動車7000番台「瀬戸内マリンビュー」 |
| 南海電気鉄道     | 2300系電車                                   |
| 広島電鉄         | 5100形電車                                   |
| 福岡市交通局     | 3000系電車                                   |